# Paradeplatz (Zürich)
Paradeplatz er en plads midt på Bahnhofstrasse i den centrale bykerne i Zürich i Schweiz. Pladsen ligger hvor Poststrasse går østpå mod Münsterbrücke i et af de dyreste områder af byen og har gennem lang tid været forbundet med banker og schweizisk velstand. De schweiziske storbanker UBS og Credit Suisse har hovedsæde ved Paradeplatz, og også den største schweiziske privatbank, Julius Bär, og den schweiziske nationalbank, holder til der.
I den schweiziske udgave af brætspillet Monopoly (= Matador-spillet) er Paradeplatz den dyreste ejendom.
47°22′11″N 8°32′20″Ø / 47.3697°N 8.5389°Ø